# 大氣對流
大氣對流是指空氣因熱力或動力而垂直上升。大氣對流時大氣底層的熱量、動量和水汽可以傳遞至大氣高層。水汽來到大氣高層後會引起降水。此外大氣對流也是往往引起惡劣天氣（雷暴、冰雹，下击暴流和龙卷风）的原因。